# ウィルコムプラザ

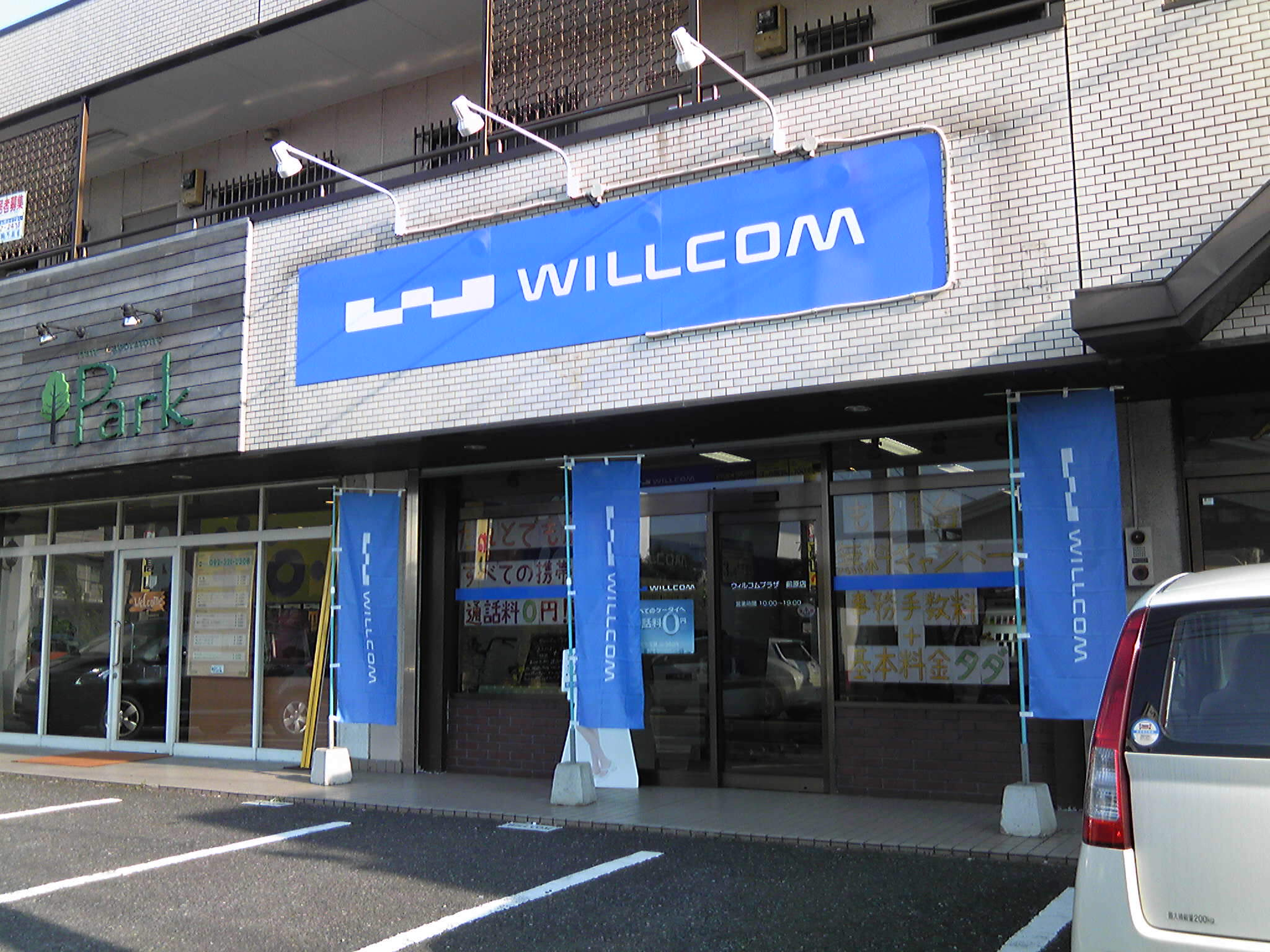
ウィルコムプラザ前原店
（福岡県糸島市）

ウィルコムプラザとは、かつて、ウィルコム（2014年6月の1ヶ月はイー・アクセス、2014年7月の1ヶ月間はワイモバイル）が直営で運営していた店舗である。いわゆる、キャリアショップである。2010年～2014年7月の間は、代理店運営店舗もあった。
2014年8月より、イー・モバイルのキャリアショップおよび一部のウィルコムカウンターとブランドおよびサービスレベルを統一し、受けられる基本サービスが原則同一となり、「ワイモバイル ○○」という名称に統一された。
ここでは、ワイモバイルとなる以前全般、すなわち、旧DDIポケット時代のポケットショップおよびエッジプラザ、ウィルコムに社名変更後のウィルコムカウンター・ウィルコムスポット等も含むウィルコムのサポート拠点全般について述べる。

## 概要

### DDIポケット時代
旧DDIポケットが1997年にコミュニケーションプラザの名で秋葉原に直営のサービスセンターを開店。その後拡大し大宮店、秋葉原店、新宿店、横浜店、大阪（当時は日本橋）の5店舗で運営されていた。「大阪」のみはコミュニケーションプラザ○○店ではなくコミュニケーションプラザのみで、店舗の所在地の名称はなかった。
そちらとは別に代理店運営によるサービス拠点も各地に設けられた。設立して数年はポケットショップという名称だった。1999年のH"（エッジ）ブランドの導入とともにエッジプラザと改めるも、店舗によっては改名せずポケットショップのまま営業を行う事例も多く存在した。また、複数の携帯会社を取り扱う店舗、いわゆる併売店でサービス拠点としての業務を行う場合もあり、そういった店舗はポケットショップやエッジプラザという看板を掲げていない。
直営のコミュニケーションプラザでは料金支払い業務と即時解約受付が可能だったが、代理店運営のサービス拠点では料金支払いを受け付けておらず、解約の場合もあらかじめ解約用の用紙をサービスセンターより郵送で取り寄せる必要があった。また、データ通信の接続設定も代理店運営のサービス拠点では店舗によって取り扱いの有無があった。
持込の新規や持込の機種変更のみで、新品の端末の販売は行っていなかった。

### ウィルコム（カーライル傘下時代）
ウィルコムに社名変更した際にコミュニケーションプラザがウィルコムプラザになった。
DDIポケット時代には行われていなかった新品の端末の販売が開始された。店舗網も順次拡大され32店舗体制となる。通常のIRMとは別に特大サイズのIRMが設置されておりH"INなどのパソコン一体型の端末の番号書き込みや消去も対応出来る。
店舗は沖縄県に3店舗、関東以東は各県に1店舗程度あった。関東以西では存在しない県もあり、2010年9月時点では、長崎・大分・宮崎の3県にはウィルコムカウンターの店舗もなかった。

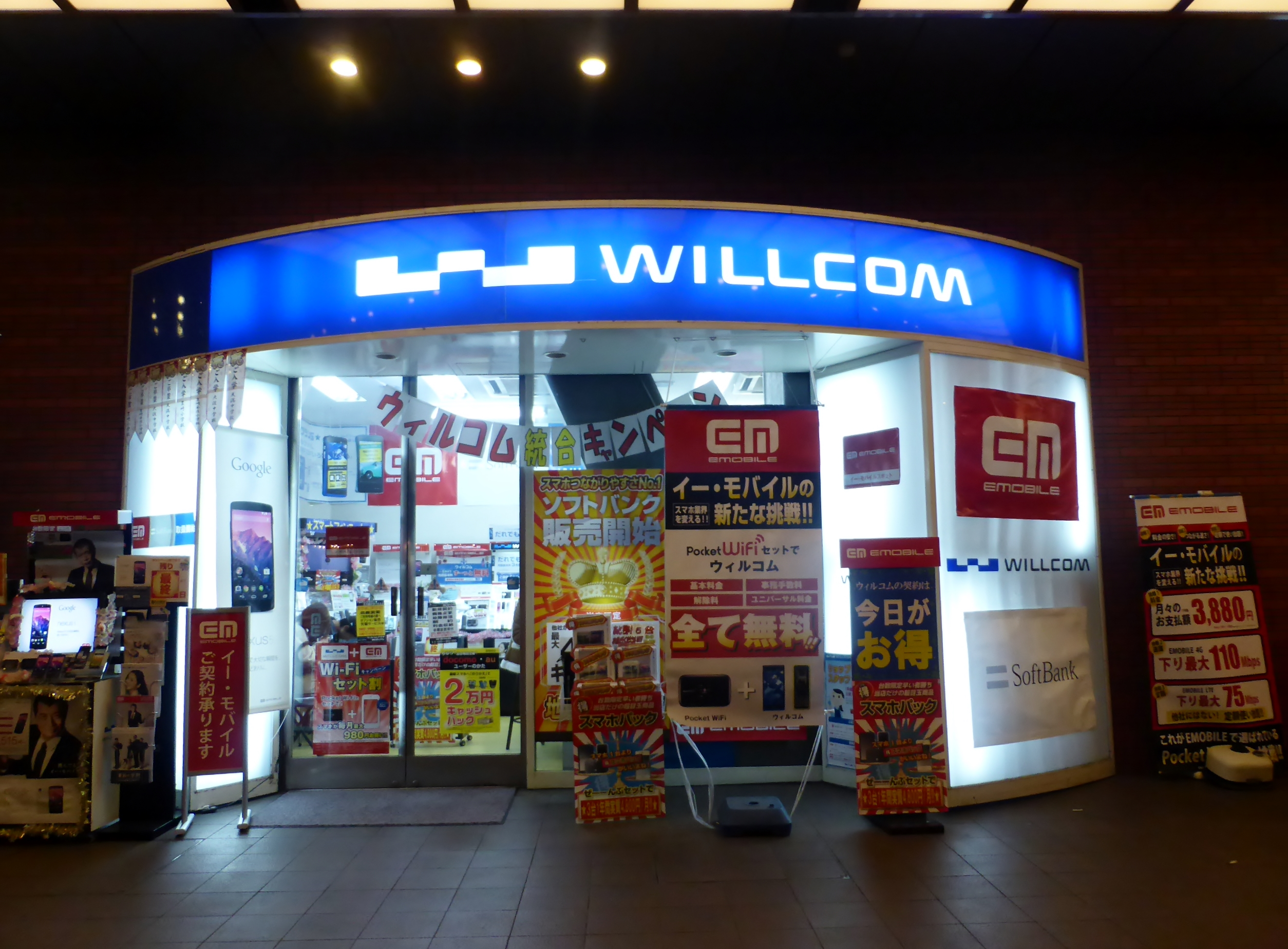
ウィルコムプラザ梅田OS
(大阪府大阪市北区)

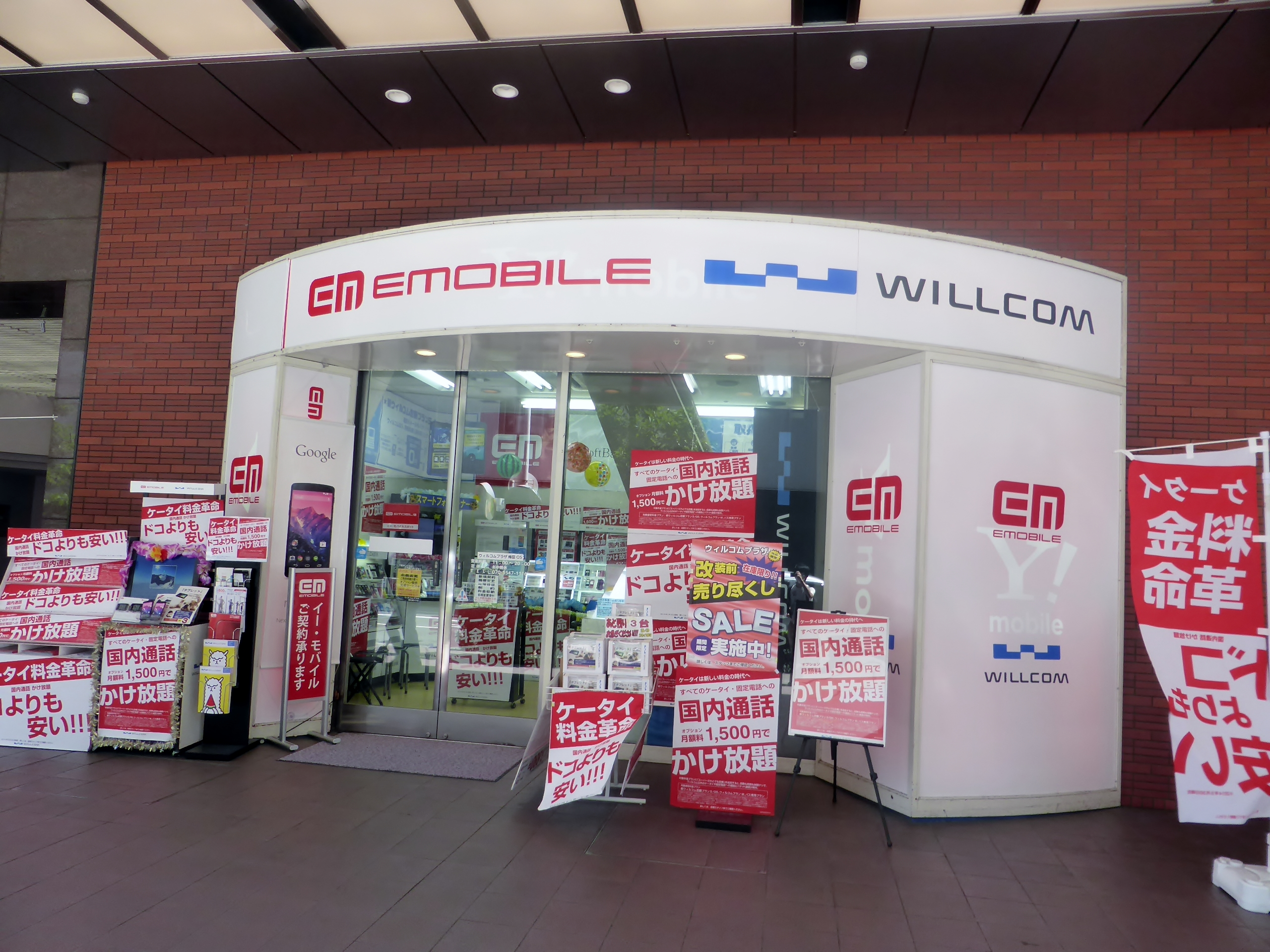
上と同じ店舗。末期には「ウィルコム」「イーモバイル」両方のブランドの看板が掲げられるようになった。

代理店運営の店舗はポケットショップやエッジプラザからウィルコムカウンターに統合。併売店の場合、特に名称変更も業務内容の変更もなかった。

### ウィルコム（経営破綻後ソフトバンク傘下からワイモバイルブランド移行直前まで）
ウィルコムの経営破綻後は、ソフトバンクの意向のもと、ウィルコムプラザを順次直営から代理店運営に移管すると供に店舗数の大幅な拡充を発表。これに伴い既存の代理店運営によるウィルコムカウンターも多くの店舗でウィルコムプラザに昇格となった。これに伴い代理店運営の店舗でも料金支払いと即時解約受付が可能となった。
また、家電量販店にもウィルコムカウンターが設置されるケースもあり、このケースでは料金支払いが可能な拠点が多くみられる。
2013年に入ってからソフトバンクのグループ企業が販売する製品の取り扱いを順次開始している。同年1月17日にイー・アクセスが「イー・モバイル」ブランドで発売されているモバイルWi-Fiルーター「Pocket WiFi LTE（GL04P）」の取り扱いを開始したのを皮切りに、同年2月1日にはソフトバンクモバイルのAndroid搭載スマートフォンの一部機種を、同年3月6日にはソフトバンクモバイル契約の「iPhone 4S」の16GBモデルの取り扱いを開始した。
その後、イー・モバイル スポットを併設する形で、イー・モバイルのショップ機能の一部を有するようになった（イー・モバイルのキャリアショップについても、同様に、ウィルコムスポットとして、ウィルコムプラザの一部の業務が可能となった）。
2014年7月末を以って、イー・モバイルの店舗とブランド統合・サービス統一のため、ウィルコムプラザは消滅した。

## 業務内容
料金コースの変更や修理受付、住所変更に解約と契約者へのアフターケアが中心である。ホームアンテナの即時貸し出しも可能。端末購入や端末の持ち込みによる新規加入や機種変更も受け付けている。
2004年に、当時アステル東京を展開していたYOZANがウィルコム網を利用し、アステル端末を全国で利用できる「全国コールサービス」を開始した際には、YOZAN契約者のPHSを全国コール契約に変更する手続きも受け付けていた。
2013年7月1日以降、イー・アクセスの携帯電話（イー・モバイル）のキャリアショップ機能の一部を手掛ける、「イー・モバイルスポット」を順次併設。イー・モバイルスポットでは、イー・アクセス契約回線の解約や端末修理受付はできないが、EMOBILE 4G-S契約の回線については対応している拠点が存在していた。

## 店舗
2011年7月2日現在、札幌から沖縄まで277店舗ある。拠点によっては、ウィルコムの支社・支店と同じフロアに同居していることに伴い、いわゆる「空中店舗」形式の拠点もあるため、分かりづらい場所も一部存在する。
会社名がDDIポケットだった頃は、直営店が関東（大宮・秋葉原・新宿）と大阪（梅田）にしかなく、DDIポケットショップが極端に少なかったため、親会社KDDIの運営携帯電話サービスの電話機販売店auショップの内、一部の店舗で新規契約等DDIポケットショップと同等のサービスを行っていた。あるいは、アステルが縮小・停波してからのPiPitでも内容は一部限定されるが、ウィルコムカウンター相当の内容を行う拠点も出ていた。
ウィルコム本体の会社更生法申請の影響からか、各地に所在するウィルコム支店の閉鎖に伴い、オペレータ直営拠点であったプラザが代理店運営に移行した拠点もある。